# 劉啓襄
劉啓襄，江蘇省揚州府寶應縣人，清朝政治人物、進士出身。
光緒十二年（1886年），参加光緒丙戌科殿試，登進士二甲11名。同年五月，改翰林院庶吉士。